# Albert Llorca Arimany
Albert Llorca Arimany (1950) és un filòsof, professor i assagista.
Doctor en Filosofia i Ciències de l'Educació (UB, 1996), fou cofundador del Liceu Maragall de Filosofia (Ateneu Barcelonès), és president de l'Institut Emmanuel Mounier de Catalunya, de la Facultat de Filosofia de Catalunya des de 2015 i promotor i coordinador del Grup de Recerca de Filosofia Personalista de la Societat Catalana de Filosofia (Secció de Filosofia Contemporània). Ha estat catedràtic de filosofia de Batxillerat des de 1981 en diversos instituts de la província de Barcelona, essent el darrer el IB Maragall de Barcelona; i ha estat professor titular de Sociologia de l'oci i del turisme a la EUTDH de la UAB, des de 1999 fins 2014. S'ha ocupat de l'estudi de diversos pensadors en les àrees de l'antropologia, ètica, teoria de la cultura, educació, filosofia política, teoria econòmica, filosofia de l'oci i del turisme i hermenèutica. És el director actual de Calidoscopi, Revista de pensament i valors personalistes, editada pel IEMC. D'entre més de 150 treballs publicats en diverses revistes (Acontecimiento, Calidoscopi, Ars Brevis, Comprendre, Anuari de la SCF), 40 estan dedicats al personalisme comunitari francès, alemany i català.

## Obres publicades[calcitació]

### Llibres
- De l'Eidètica pràctica a l'hermenèutica en el pensament de Paul Ricoeur (tesi doctoral, 1996, en microfitxes).
- La utopía de hacerse persona (2007)
- El camino espiritual de Ramon Llull (2009)
- Cine y Filosofía en un mundo con esperanza (2013)
- Vaclav Havel. Un político humanista para una nueva Europa (2015)
- La utopía del perdón en la Sociedad laica (2016).
- Las tendencias actuales del ocio y la tarea de lo humano (2017)